# Espen Bjørnstad
Espen Bjørnstad (* 26. Dezember 1993 in Trondheim) ist ein norwegischer Skispringer und ehemaliger Nordischer Kombinierer.

## Werdegang
Espen Bjørnstad nahm an den Nordischen Junioren-Weltmeisterschaften 2013 in Liberec teil. Dort konnte er jedoch keine Medaille gewinnen, bestes Resultat war ein sechster Platz im Teamwettbewerb.
Am 15. März 2013 debütierte er im Continental Cup der Nordischen Kombination. In einem Teamsprint, der im finnischen Rovaniemi ausgetragen wurde, belegte er gemeinsam mit Truls Sønstehagen Johansen den achten Rang. Sein bislang bestes Ergebnis in dieser Wettbewerbsserie war ein zweiter Platz, den er am 21. Februar 2015 ebenfalls in einem Teamsprint in Klingenthal gemeinsam mit Jarl Magnus Riiber erreichen konnte. Sein bestes Einzelresultat erzielte er am 21. Januar 2017, als er in Otepää Dritter wurde.
Sein Debüt im Weltcup der Nordischen Kombination gab Bjørnstad am 4. Januar 2014 in Tschaikowski. Im Einzelwettkampf von der Normalschanze musste er jedoch während des Langlaufes vorzeitig aufgeben. Seine ersten Weltcuppunkte erreichte er am 4. Februar 2017 im südkoreanischen Pyeongchang, wo er 29. wurde. In der Weltcup-Saison 2018/19 erreichte er seine ersten Podestplatzierungen. In Chaux-Neuve belegte er beim Nordic Combined Triple im ersten Teilwettbewerb den zweiten Platz, genauso wie in Lahti im Teamsprint zusammen mit Jørgen Graabak. In Oslo wurde er beim Einzelwettbewerb Dritter. Zuvor hatte er am 2. März 2019 bei den Weltmeisterschaften in Seefeld mit dem norwegischen Team den Titel gewonnen. Die Saison schloss er auf dem neunten Platz der Weltcup-Gesamtwertung sowie mit Gewinn des Teamsprints gemeinsam mit Jørgen Graabak bei den Norwegischen Meisterschaften 2019 ab.
Im März 2025 gab Bjørnstad seinen Wechsel zum Skispringen ab der Saison 2025/26 bekannt.

## Erfolge

### Weltcup-Siege im Team
| Nr. | Datum            | Ort         | Disziplin               |
| --- | ---------------- | ----------- | ----------------------- |
| 1.  | 25. Januar 2020  | Oberstdorf  | Staffel Großschanze 1   |
| 2.  | 4. Dezember 2021 | Lillehammer | Staffel Normalschanze 1 |

### Continental-Cup-Siege im Einzel
| Nr. | Datum           | Ort         | Disziplin             |
| --- | --------------- | ----------- | --------------------- |
| 1.  | 11. Januar 2025 | Klingenthal | Gundersen Großschanze |

## Statistik

### Weltmeisterschaften
- Seefeld 2019: 1. Team, 6. Einzel NH, 15. Einzel LH

### Nordische Junioren-Skiweltmeisterschaften
- Liberec 2013: 6. Team (HS 100/4 × 5 km), 8. Gundersen (HS 100/10 km), 18. Gundersen (HS 100/5 km)

### Weltcup-Platzierungen
| Saison  | Platz | Punkte |
| ------- | ----- | ------ |
| 2016/17 | 055.  | 017    |
| 2017/18 | 032.  | 116    |
| 2018/19 | 009.  | 596    |
| 2019/20 | 006.  | 606    |
| 2020/21 | 013.  | 319    |
| 2021/22 | 019.  | 307    |
| 2022/23 | 033.  | 092    |
| 2023/24 | 020.  | 521    |
| 2024/25 | 023.  | 324    |

### Grand-Prix-Platzierungen
| Saison | Platz | Punkte |
| ------ | ----- | ------ |
| 2017   | 044.  | 019    |
| 2018   | 012.  | 125    |
| 2019   | 037.  | 040    |
| 2021   | 033.  | 021    |
| 2022   | 019.  | 051    |
| 2023   | 014.  | 134    |
| 2024   | 021.  | 073    |

### Continental-Cup-Platzierungen
| Saison  | Platz | Punkte |
| ------- | ----- | ------ |
| 2012/13 | 106.  | 006    |
| 2013/14 | 030.  | 086    |
| 2014/15 | 031.  | 105    |
| 2015/16 | 033.  | 108    |
| 2016/17 | 026.  | 141    |
| 2017/18 | 019.  | 200    |
| 2022/23 | 023.  | 131    |
| 2024/25 | 020.  | 258    |